# Peter Wieland
Pour les articles homonymes, voir Wieland.
Peter Wieland, nom de scène de Ralf Sauer (né le 6 juillet 1930 à Stralsund et mort le 2 mars 2020 à Berlin, est un chanteur allemand.

## Biographie
La famille de Ralf Sauer doit après la Seconde Guerre mondiale quitter Szczecin pour Kothen, où il reçoit une formation de charpentier. Son talent est découvert alors qu'il chante dans un chœur paroissial. Au milieu des années 1950, il remporte un concours de chant et commence alors une carrière de chanteur. Il étudie à l'académie de musique Hanns Eisler, où il se forme comme baryton d'opéra. Il obtient un engagement au théâtre de Neustrelitz. Après trois ans comme chanteur d'opéra, il se tourne vers d'autres genres musicaux. Il devient chanteur de l'orchestre du Deutschlandsender (en) et pour Sender Leipzig. Il prend en 1957 le nom de scène de Peter Wieland.
Avec un rôle dans la revue musicale Das goldene Prag, il commence une longue carrière d'acteur au Friedrichstadt-Palast, où il sera aussi meneur et animateur. Wieland enregistré plusieurs disques, généralement des comédies musicales et des opérettes. Il apparaît à la télévision et fait des tournées dans les pays socialistes.
Professeur de chant, il enseigne à Dagmar Frederic. Ils formeront un duo et seront mariés de 1977 à 1983. En 1979, ils présentent Ein Kessel Buntes.
Après la fin de la RDA, il continue d'apparaître dans des émissions de télévision : Sommermelodien (ARD), le festival d'opérette de Wittenberge, Weihnachten bei uns (MDR)... Il a un engagement avec le théâtre de Flensbourg. En 1992, il tourne dans quelques épisodes du soap opera Au rythme de la vie (Gute Zeiten, schlechte Zeiten) dans le rôle de l'amant de Nora Bendig (de).
En 1999 et 2000, il tient le rôle de l'empereur François-Joseph dans l'opérette L'Auberge du Cheval-Blanc plus de 50 fois à Berlin-Alt-Treptow.
En août 2008, il est présent à la Sommerrevue de Friedrichstadt-Palast. Dans cette salle, il fête l'anniversaire de ses 80 ans le 7 juin 2010.